# Museu Arqueològic de Corfú
El Museu Arqueològic de Corfú (en grec:Αρχαιολογικό Μουσείο Κέρκυρας) es troba a l'illa de Corfú, (Grècia). Va ser construït entre 1962-1965 en un terreny va ser donat per la ciutat de Corfú. El seu propòsit inicial era albergar les troballes arqueològiques del Temple d'Àrtemis a Corfú. El 1994 es va ampliar amb l'addició de dues sales més d'exposicions que mostren les més recents troballes de l'antiga ciutadella de la ciutat. Es troba en la adressa: 1 Vraila Armeni St.
El 15 d'octubre de 2010, el museu va tancar per obres sense data de reobertura anunciada.

## Col·leccions
Les col·leccions del museu inclouen: 
- Una col·lecció d'origen desconegut.[1]
- Les troballes de les excavacions de l'antiga ciutat de Corfú.[1]
- Les troballes de la regió de Cassiope a Corfú.[1]
- Les troballes de les excavacions al districte de Tespròcia.[1]

Les obres principals són: 
- Els Gòrgones del frontó del temple d'Àrtemis de Corfú.[1] És el frontó de pedra més antic a Grècia, datat de 590 a 580 aC i que es descriu al New York Times Review com: «el millor exemple que existeix d'escultura arcaica de temple».[1][3]
- El Lleó de Menecrates. Aquesta és l'obra d'un famós escultor corint de l'època arcaica. Datada cap a finals del segle setè abans de Crist.[1][4]
- El frontó de Dionís (Baco). Datat de 500 abans de Crist.[1]
- La base i la part del cos d'un kore de l'últim període arcaic. Es va trobar durant l'excavació d'un taller de ceràmica a l'àrea de Figareto.[1]
- Un tors de marbre d'Apol·lo. Aquesta és una còpia de l'estàtua original de l'«Apol·lo Parnopis» creat per Fídies. Datat del segon segle després de Crist.[1]
- Una estela funerària amb inscripció de Philistion filla d'Agenos i Arpalis.[5]
- Petites estàtues de terracota d'Àrtemis. Van ser trobades en grans quantitats al petit temple d'Àrtemis a Kanoni en la ciutat de Corfú.[1]
- Monedes trobades en excavacions en diversos llocs de Corfú.[1]

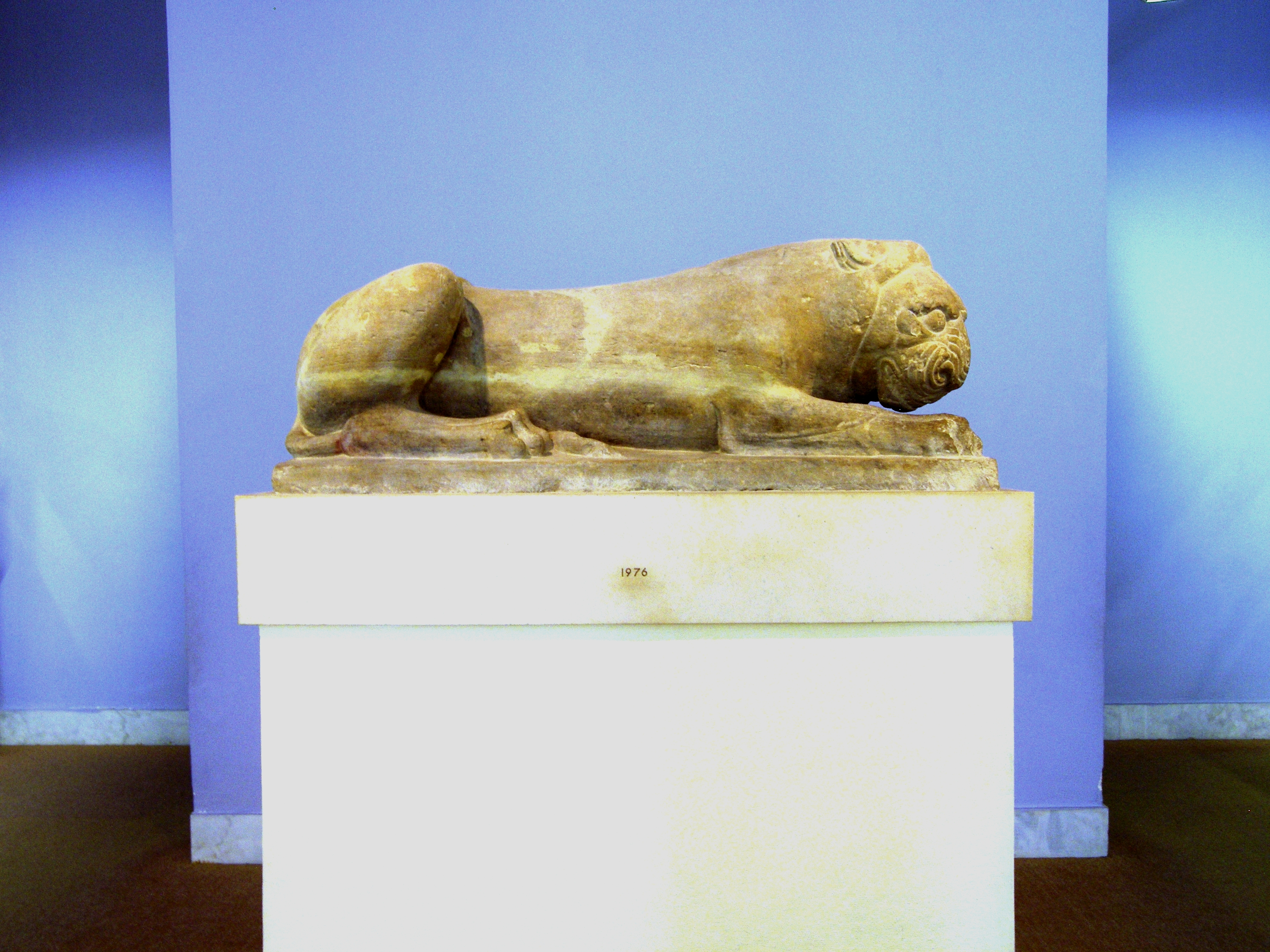
El Lleó de Menecrates.
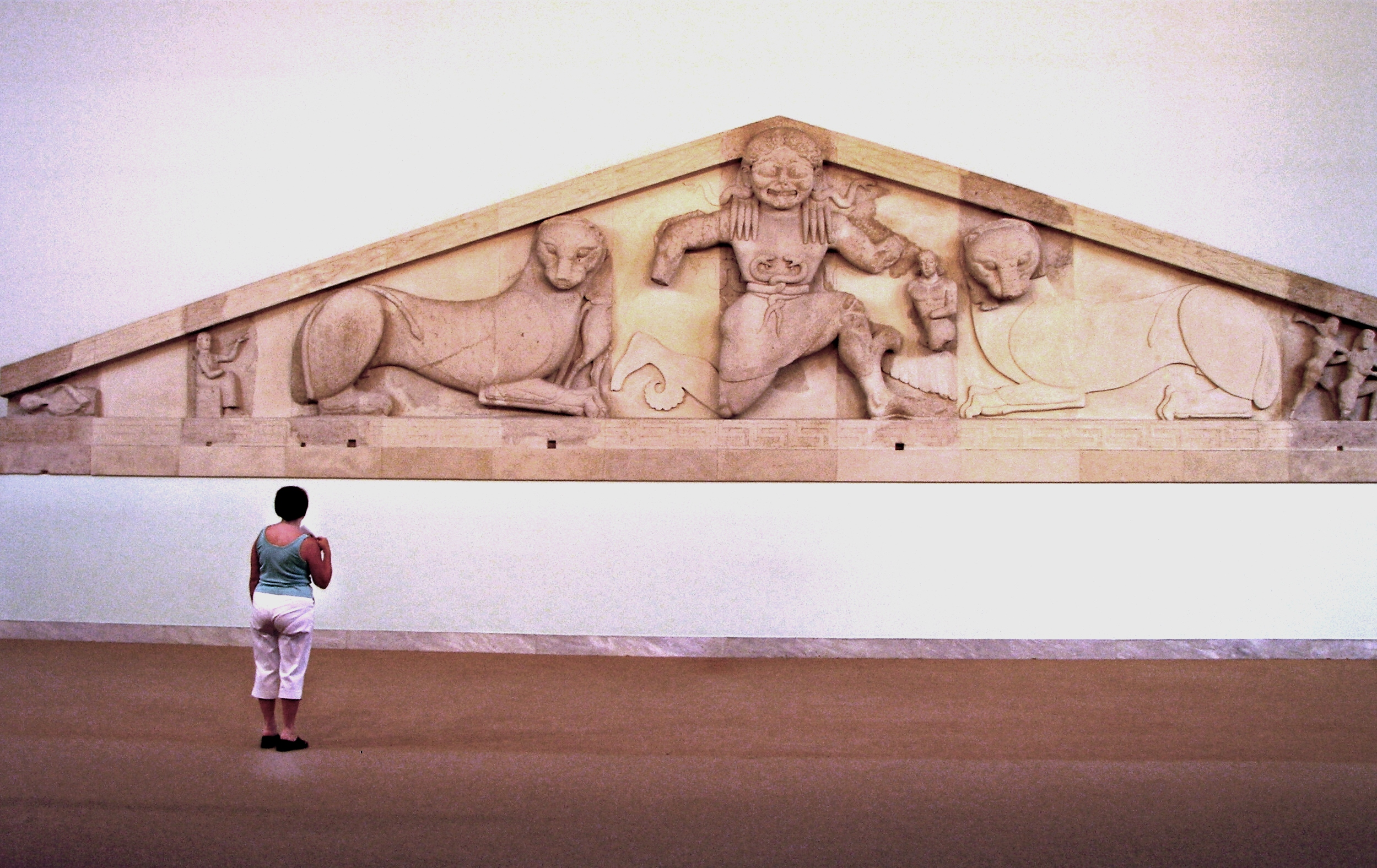
Gòrgona del frontó del Temple d'Àrtemis de Corfú.
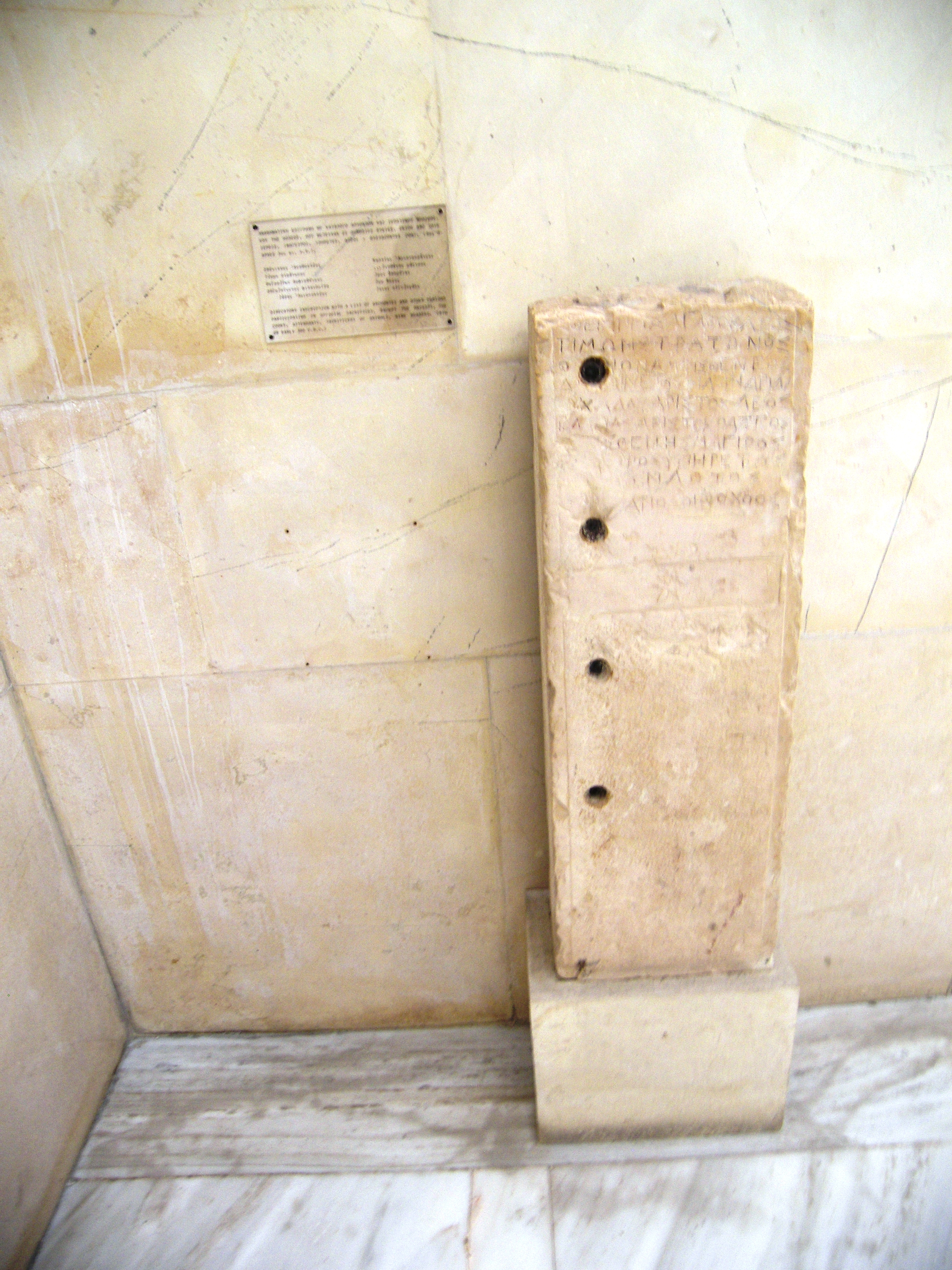
Estela funerària.
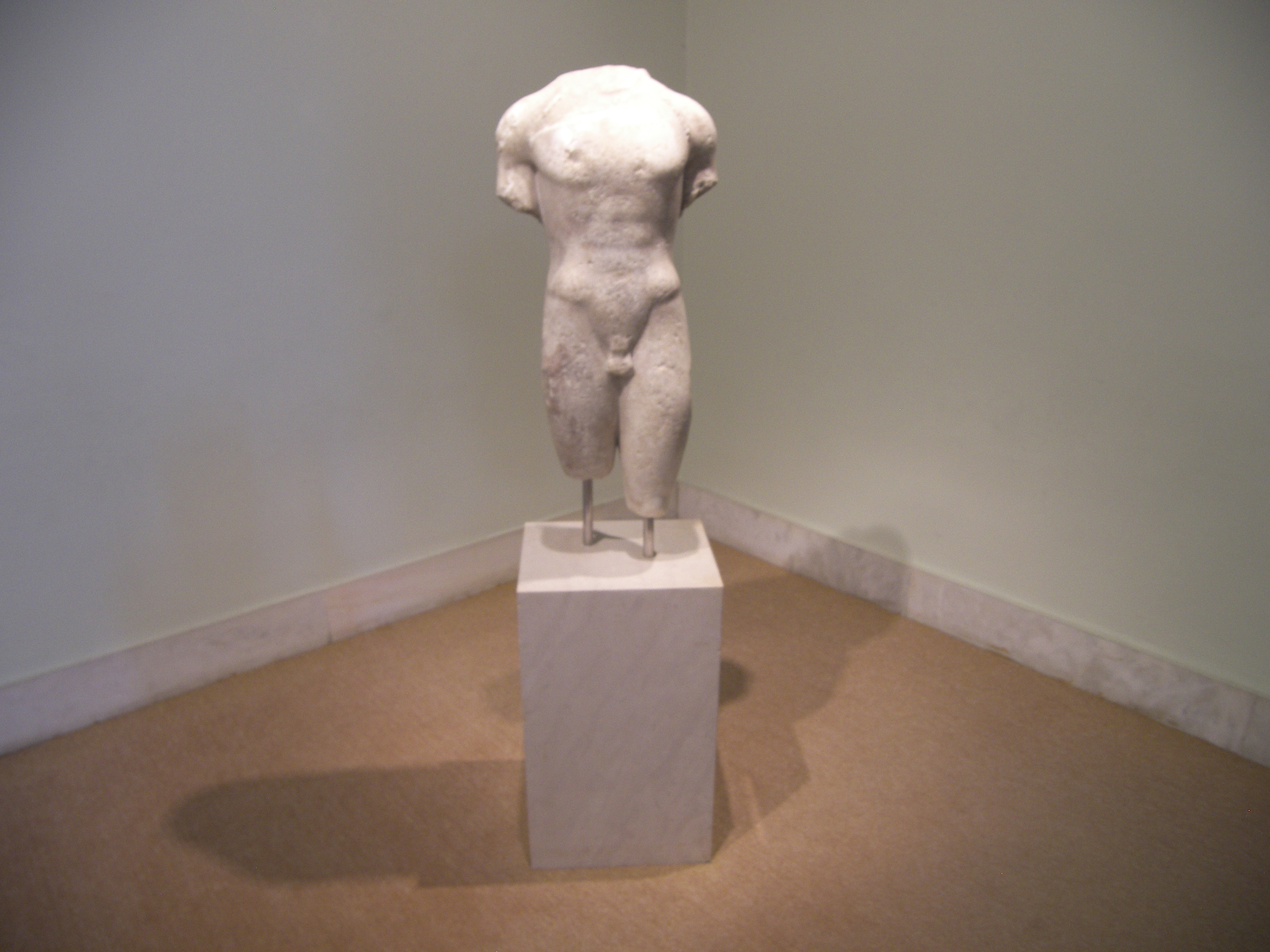
Tors de marbre de Apol·lo.